# Турнон-Симиан, Камилл де
Камилл де Турнон Симиан (фр. Camille de Tournon-Simiane, 23 июня 1778, Апт — 18 июня 1833, Génelard) — французский политик, соратник Наполеона Бонапарта, впоследствии пэр Франции, издатель, археолог.

## Биография
Первоначально хотел стать морским офицером, но осуществлению этих планов помешала революция, в результате которой ему пришлось эмигрировать; вернувшись через некоторое время на родину, семь лет занимался получением образования и работал мелким чиновником, а в 1802 году был назначен секретарём комиссии, разрабатывавшей Сельскохозяйственный кодекс Наполеона. В 1806 году в качестве аудитора государственного совета был отправлен в Рейнский департамент, был интендантом в Байрейте. В 1809 году отказался покинуть по требованию австрийцев свой пост, вследствие чего попал к ним в плен и был вывезен в Венгрию, однако спустя два месяца освобождён и лично представлен Наполеону, который поручил ему составить отчёт о военной силе габсбургского государства на основе увиденного во время плена. Быстро справившись с этой работой, 6 сентября 1810 года был назначен Наполеоном префектом департамента Рим. В 1811 году руководил археологическими раскопками в Римской области.
После занятия Рима войсками Неаполитанского королевства был вынужден 19 января 1814 года бежать из города. Отказался вновь присоединиться к Наполеону во время Ста Дней, за что Людовик XVIII после окончательной Реставрации Бурбонов в 1815 году назначил его префектом Жиронды. Турнон занимал эту должность шесть лет, с 25 июля 1815 по 4 февраля 1822 года, после чего непродолжительное время был префектом в Лионе, и затем с 1822 по январь 1823 года в Роне. В январе 1823 года вошёл в состав Государственного совета, был депутатом Верхней палаты, в конце того же года был произведён в пэры Франции, в 1825 году был назначен председателем совета гражданского строительства.
Издавал газету «Feuille du dimanche» умеренного направления. Написал работу «Études statistiques sur Rome et la partie occidentale des États romains» (1831), созданную им на основе архивов, вывезенных из Рима после его бегства оттуда.